# Acantharctia flavicosta
Acantharctia flavicosta là một loài bướm đêm thuộc phân họ Arctiinae, họ Erebidae.